# جيفريند
جيفريند [(هانغل: 여자친구) تلفظ: يوجاتشينغو] فرقة فتيات كورية واللواتي يلقبن '''بملكات التزامن، ترسمت الفرقة في 15 يناير 2015 برعاية شركة Source Music والتي تتضمن ستة عُضوات وهن: سوون (مغنية)، ييرين، اونها، يوجو، شينبي واومجي.
بدأت مسيرة جيفريند بالألبوم المصغر "Season of Glass" بأغنيه "Glass bead"، وفازت الفرقة عدة مرات كأفضل فرقة جديدة في 2015 حيث حظيت الفرقة بالاهتمام منذ ترسيمهن على الرغم أنهم بدأوا من شركة صغيرة،  وتوسعت شهرتهن بعد ثاني أغنية تم اصدارها وهي "Me gustas tu".وبعد ثالث أغنية اصدروها "Rough" ترشحت الفرقة لجائزه الديسانغ في حفلات نهايه السنه لـ 2016 واكملوا مسيرتهم بعده اغاني وهي Navillera" "Fingertip" "love whisper" "summer rain.
هي أول فرقة فتيات تحصل على جائزة الMTV «ممثل كوريا»، ولديهن 47 فوز في البرامج الموسيقية الكورية إلى الآن. قامت فرقة جيفريند بإنشاء أول حفل منفرد في عام 2018 تحت اسم "Season of Gfriend" (أي فصل جيفريند),  ومؤخرا قاموا بعمل أول جولة اسيوية لهم تحمل العنوان نفسه.
تعرف الفرقة بتنوع مفاهيمها، إضافة إلى اعتمادها على مفهومها الأساسي وهو البريء القوي.

## تاريخ الفرقة

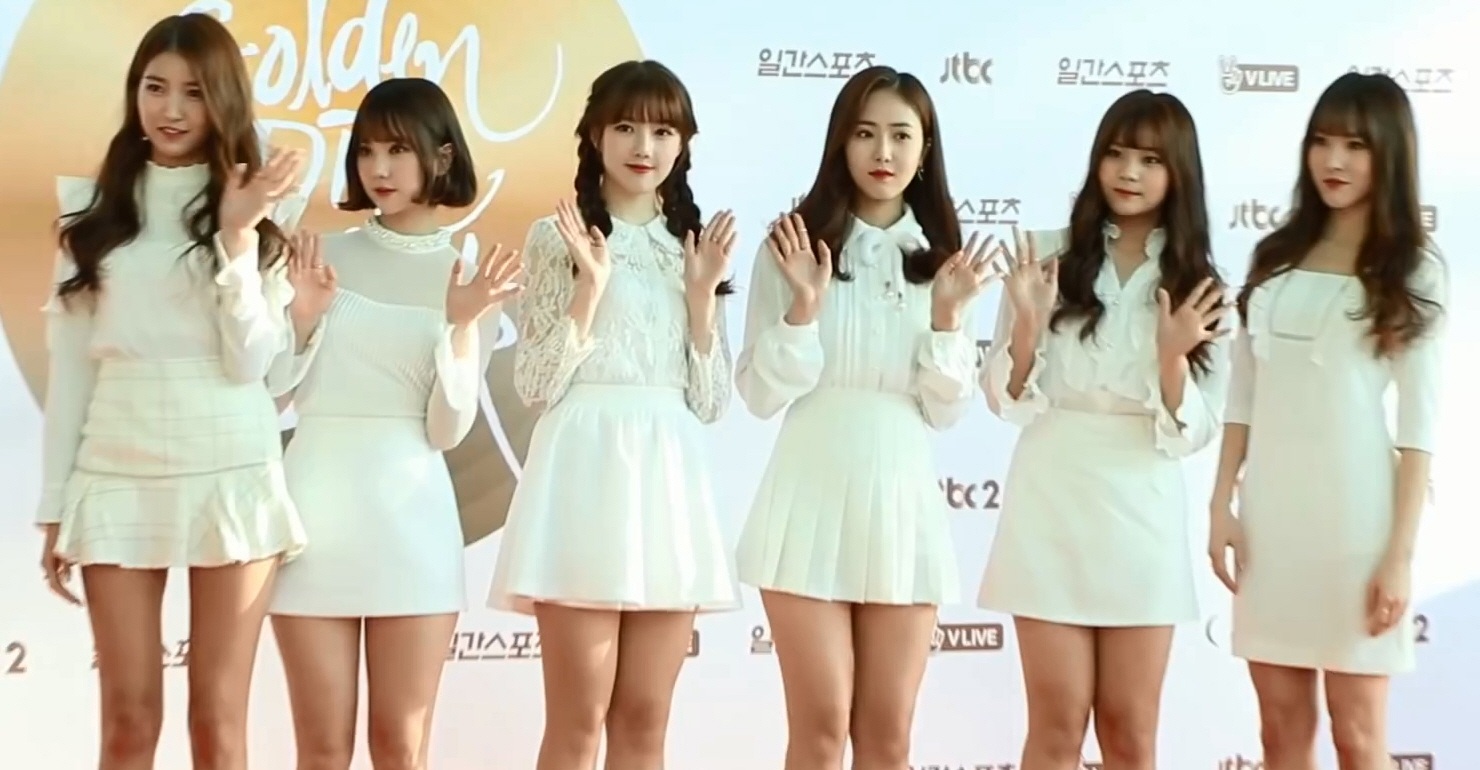
جيفريند في حفل توزيع جوائز
the Golden Disk
Awards في الشهر الاول من 2017
من اليمين إلى اليسار :يوجو، اومجي, شينبي، ييرين، اونها, سوون

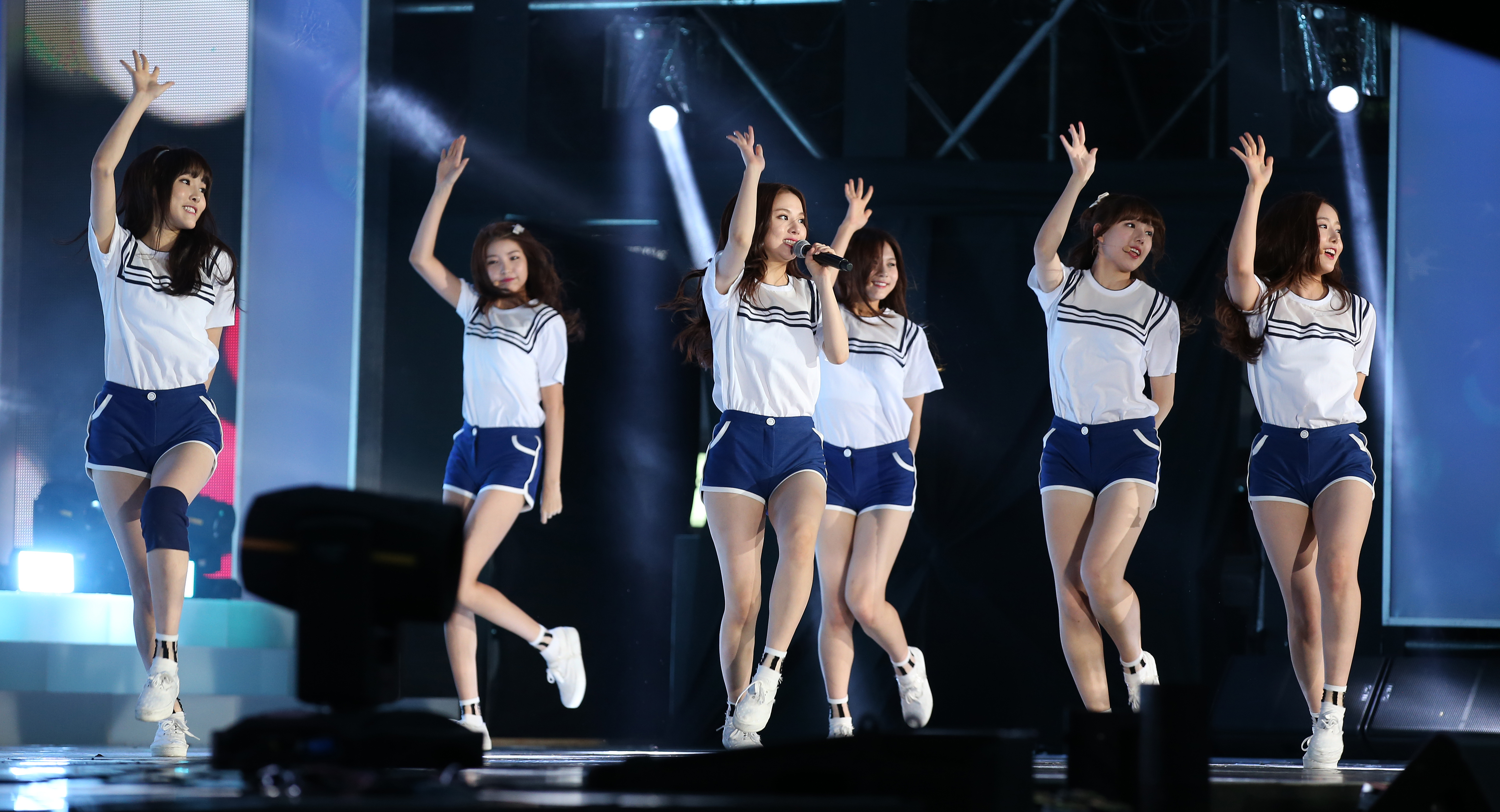
جيفريند اثناء ادائهن اغنية Glass Bead

### 2015: انطلاقة جيفريند وبداية الشهرة
في الخامس عشر من يناير 2015، أصدرت فرقة جيفريند أول ألبوم لهن "Season of Glass" والذي يتضمن اغنيتين،  حيث حصلن على المرتبة الثانية عشر في مخطط غايون الاسبوعي وبعدها بدأن بالترويج في البرامج الغنائية الكورية، وبحسب موقع يوتيوب فإن أغنية "Glass Bead" كانت في المركز التاسع في أكثر الاغاني الكورية مشاهدة في عام 2015. وفي 28 من يناير 2015, أقر البيلبورد بأن فرقة جيفريند هي من أفضل 5 فرق كورية في عام 2015.
اصدرت الفرقة ألبومهن الثاني تحت عنوان "Flower Bud" وأغنية "Me Gustas Tu" في 23 من يوليو 2015, وبدأن بالترويج في نفس يوم إصدار الألبوم. لفتت فرقة جيفريند الانظار عالميا بعد تأديتهم أغنية "Me Gustas Tu"، حيث أثبتت الفرقة قوتها واحترافيتها، خاصة يوجو التي سقطت 8 مرات إضافة إلى وجود رضوض في يدها خلال العرض.
في 17 سبتمبر 2015, اثبتت فرقة جيفريند قوتها مجددا حيث انها كانت فرقة الفتيات الوحيدة المرشحة «كأفضل ممثلات لكوريا الجنوبية» في MTV Europe Music Awards عام 2015 إلى جانب فرق الاولاد B1A4، BTS, Got7, and VIXX.
أغنية "Me Gustas Tu"هي الاغنية التي دامت مدة طويلة كواحدة من أفضل 100 أغنية خلال 63 اسبوع."Me Gustas Tu" و"Glass Bead" حققتا المراكز 18 و44 كأفضل اغان في 2015.

### 2016: أول نجاح لهن بالبرامج في Snowflake وLOL

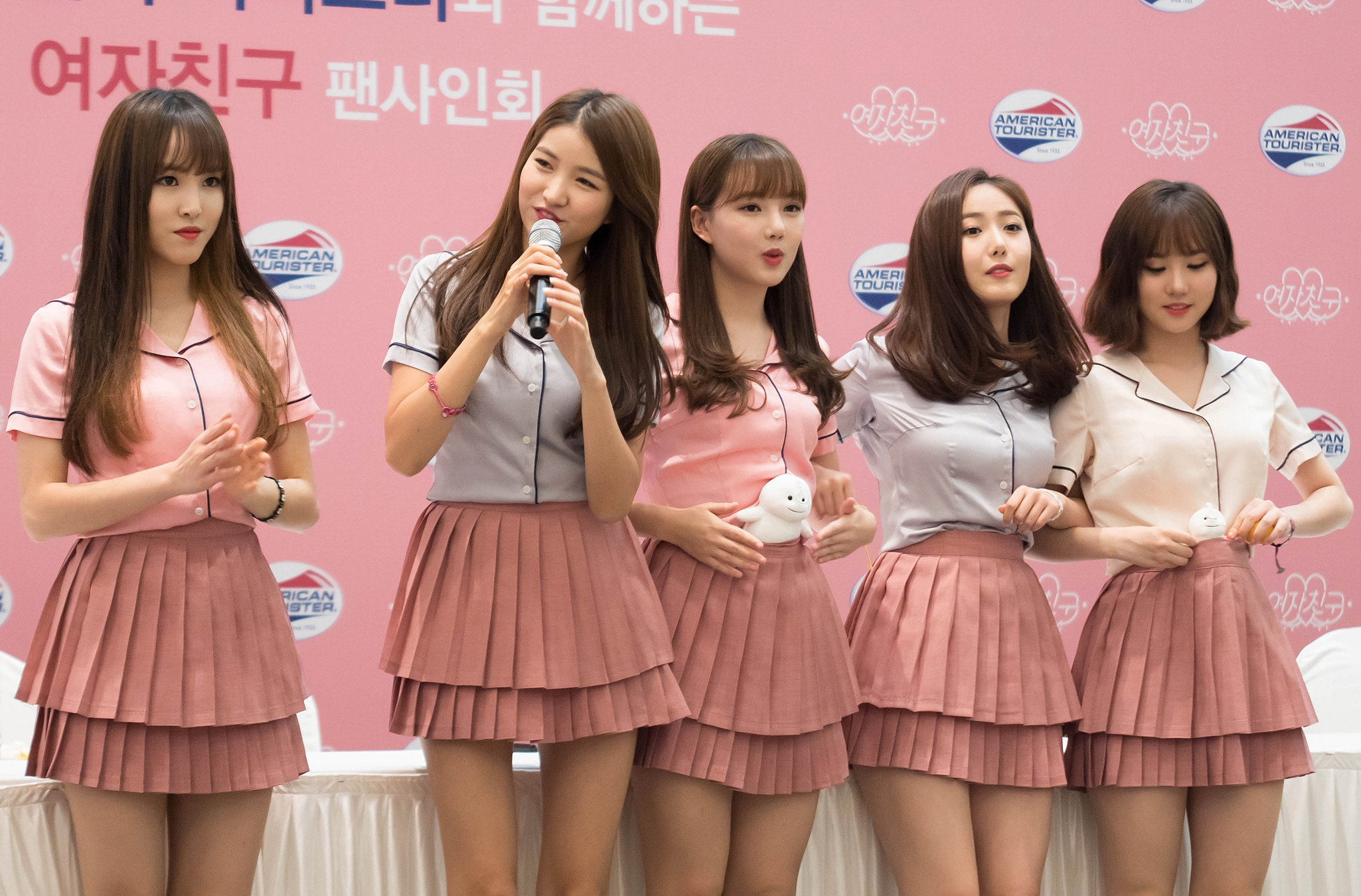
جيفريند في حفل توقيع ألبوم LOL

في 25 من يناير 2016, قامت فرقة جيفريند بإصدار ألبومهن الثالث Snowflake والاغنية الرئيسية "Rough". تعد "Rough" اخر أغنية مكملة لسلسلة جيفريند المدرسية إضافة إلى "Glass Bead" و"Me Gustas Tu". وخلال حفل توقيع لهذا الألبوم، أقرت فرقة جيفريند اسم نادي المعجبين الخاص بهم وهو «Buddy بادي» (بمعنى الرفيق أو الصديق). حقق الألبوم المركز العاشر على مخطط بيلبورد العالمي، وبحسب موقع اليوتيوب، فإن الفيديو الموسيقي لـ "Rough" حقق المركز الثالث «كأكثر فيديو كيبوب مشاهدة في العالم في يناير 2016».
في 2 فبراير، جيفريند حصلن على أول جائزة لهن على أغنية "Rough". وتتالى فوزهن حيث حصلن على 14 جائزة أخرى. وبعد هذا الفوز العظيم بـ 15 جائزة، حققت جيفريند المركز الثاني كأعلى فوز لفرق الفتيات، بعد Apink اللواتي حصلن على 17 جائزة.
في 29 يونيو، قامت شركة سورس ميوزك بالإعلان عن عودة جيفريند مع ألبوم "LOL" بنسختين "Laughing Out Loud" و"Lots of Love". وتم إصدار الالبوم في 11 يوليو مع أغنية Navillera" بحيث تم طلب 60,000 نسخة عالميا،  وبعدها حققت الفرقة فوزهن مع أغنية "Navillera".
و في نهاية العام، أعلن موقع اليوتيوب عن اعلى 10 اغاني كيبوب مشاهدة "Rough" و"Navillera" حققتا المركز الثاني والعاشر على التوالي في تلك القائمة. أيضا، "Rough" و"Navillera" حققتا المركز الثاني والحادي عشر على التوالي من ضمن 100 أغنية في 2016 Bugs Year-End Top 100."Rough" أيضا كانت في المركز 13 من ضمن أفضل 20 أغنية حسب مخطط البيلبورد. وخلال حفل KBS في نهاية العام، كان عرض جيفريند الاعلى مشاهدة بنسبة 10.3% أيضا "Rough" كانت الاغنية الأكثر تحميلا في عام 2016 حسب مخطط غايون.
أيضا حصلت شركة شركتهن سورس ميوزك على لقب أكثر الشركات فوزا في البرامج الموسيقية بواقع 29 جائزة.

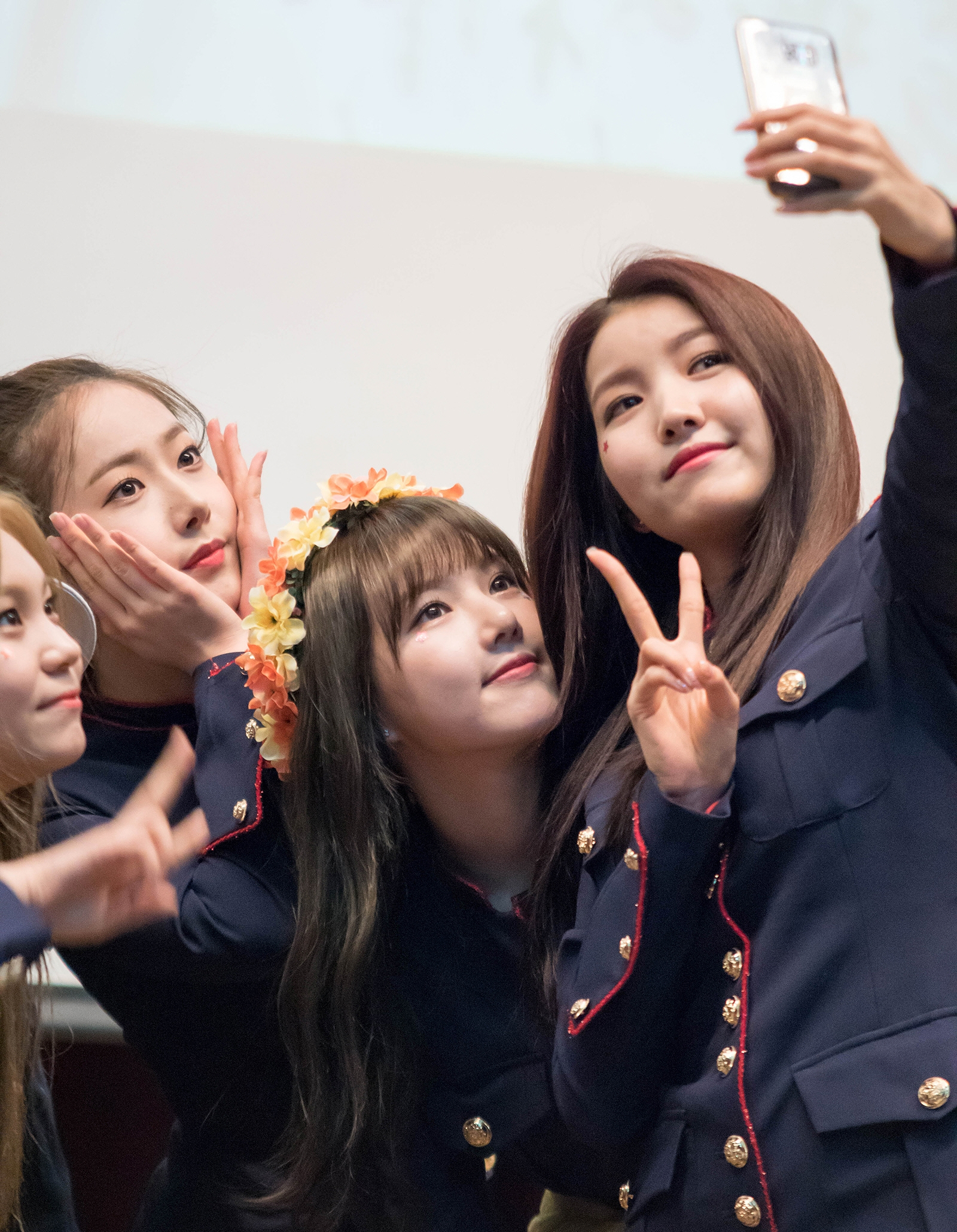
جيفريند خلال حفل توقيع ألبوم The Awakening

### 2017: The Awakening وParallel وSummer Rain
في 23 فبراير2017, اعلنت شركة سورس ميوزك عن عودة جيفريند في 6 مارس،  وقد أعلنت عن اسم ألبومهم الرابع The Awakening والاغنية الرئيسة "Fingertip". حقق ألبوم The Awakening مبيعات تصل إلى 100,000 نسخة عالميا، وبذلك تفوق على عدد نسخ الألبوم السابق LOL الذي بيع منه 60,000 نسخة. بالإضافة إلى ذلك، حقق اللألبوم الم ركز الخامس على مخطط البيلبورد.
و في 1 أغسطس 2017, اصدرت فرقة جيفريند ألبومهن الخامس Parallel والاغنية الرئيسية "Love Whisper". ولقد تمكنوا من الفوز على الفرقة الشهيرة اكسو(EXO) مرتين بتلك العودة وبعد شهر، قامت الفرقة بإعادة تجميع الألبوم تحت اسم Rainbow والاغنية الرئيسية Summer Rain.

### 2018: الجولة الآسيوية والترسيم الياباني
قامت الفرقة بعمل أول حفل منفرد منذ الترسيم تحت عنوان Season of GFriend (أي فصل جيفريند),  وفي 6و7 يناير 2018, بيعت 6,000 تذكرة خلال ثلاثة دقائق. وبعد الانتهاء من العرض، أعلنت الفرقة عن بدأ جولتها الآسيوية بدءا من تايباي في 28 فبراير ومن ثم يتبعها تايلند، هونغ كونغ، سنغافورة، واخيرا اليابان. في 23 فبراير، اعلنت سورس ميوزك عن ترسيم جيفريند في اليابان، حيث وقعت مع الشركة اليابانية الشهيرة King Records واعلنت عن خططها بترسيمهن خلال شهر مايو. تم إطلاق ألبومهم الأول في 23 مايو بعنوان GFriend 1st Best، والذي يتضمن إصدارًا باللغة اليابانية من "Me Gustas Tu".
في 13 أبريل 2018, اعلنت شركة سورس ميوزك عن موعد عودة الفرقة مع الألبوم السادس المصغر في 30 أبريل وفي 16 أبريل تم الإعلان عن اسم الاغنية الرئيسية Time for the Moon Night, ويتضمن الألبوم أغنية رئيسية وسبع اغان جانبية. وقد سجل الألبوم رقم جديدا للفرقة، حيث حصل على المركز الأول في ايتونز 10 دول حول العالم، وتصدر المركز الأول في غايون اعلى مخططات كوريا. وبيعت أكثر من 76,000 نسخة في كوريا. في الاسبوع التالي، أعلن ان جيفريند هي في المركز الثاني كأكثر فرقة فتيات دخولا لمخطط البيلبورد بمعدل خمس مرات إلى جانب الفرقتين غيرلز جينيريشن وتوايس. وفي الاسبوع الثاني من ترويجات الألبوم، فازت الفرقة في جميع البرامج الغنائية الكورية، وبذلك أصبحت أغنية "Time for the Moon Night" أول أغنية تفوز في جميع البرامج الموسيقية في عام 2018.
في أواخر مايو، سافرت الفرقة إلى اليابان من اجل الترويج لألبومهن المصغر الأول "GFriend 1st Best" الذي صدر في 23 مايو، وفي يومهن الأول حققت الفرقة المركز التاسع كأكثر الألبومات اليابانية مبيعا.
وفي بدايات يوليو، اعلنت الفرقة عن عودتها في 19 يوليو مع الألبوم الصيفي المصغر يحمل عنوان Sunny Summer (أي صيف مشمس)، والذي يتضمن خمس اغان جديدة. في الثاني من أغسطس، اعلنت الفرقة خلال حفلها الصيفي في اليابان عن موعد إصدار ألبومهن الياباني الأول بعنوان (Memoria / Yoru (Time for the Moon Night، والذي يتضمن أغنية "Memoria".

### حاليا 2019:Time for Us
في 14 يناير، اصدرت الفرقة أليومها الثاني الكامل بعنوان Time for Us، والاغنية الرئيسية "Sunrise.

## الاغاني

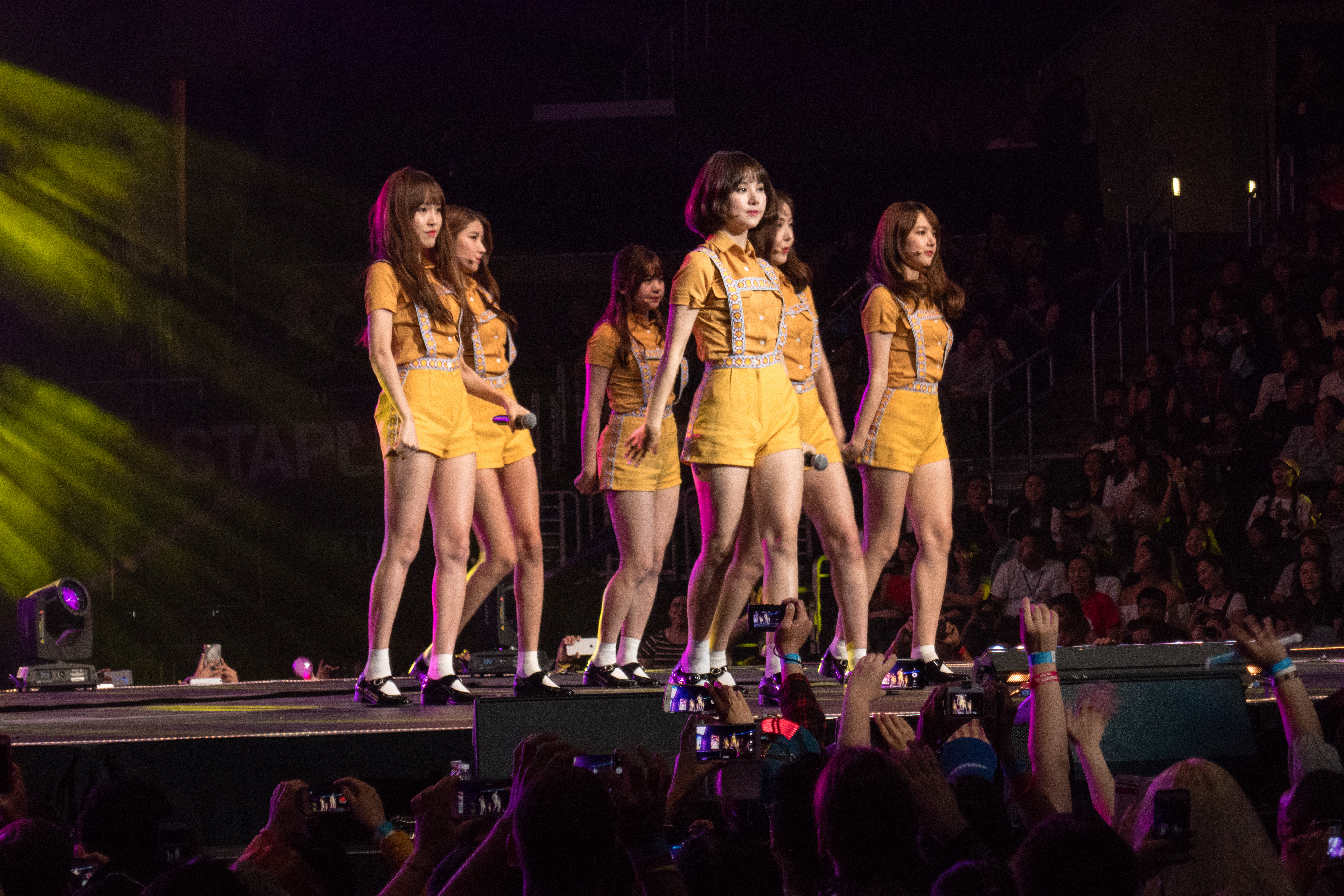
جيفريند في KCON 2016 LA

اصدرت الفرقة عشر اغاني رئيسية
| السنة | العنوان                                     | المنتج                        |
| ----- | ------------------------------------------- | ----------------------------- |
| 2015  | "Glass Bead" (خرز زجاجي)                    | Hong Won-ki                   |
| 2015  | "Me Gustas Tu" (انا معجبة بك)               | Hong Won-ki                   |
| 2016  | "Rough" (قاسي)                              | Hong Won-ki                   |
| 2016  | "Wave" (موجة)                               | Hong Won-ki                   |
| 2016  | "Navillera" (فراشة النجوم)                  | Kim Seong-uk                  |
| 2017  | "Fingertip" (طرف الاصبع)                    | Hong Won-ki                   |
| 2017  | "Love Whisper" (همس الحب)                   | Hong Won-ki                   |
| 2017  | "Summer Rain" (مطر صيفي)                    | Hong Won-ki                   |
| 2018  | "Time For The Moon Night" (وقت لليلة القمر) | Yoo Jeong Ko                  |
| 2018  | "Sunny Summer" (صيف مشمس)                   | Duble Sidekick, Black Edition |
| 2019  | "Sunrise" (شروق الشمس)                      | Noh Joo-hwan, Lee Won-jong    |
| 2019  | "Fever" (حمى)                               | Iggy, C-no, Woong Kim         |
| 2020  | "Crossroads" (تقاطع طرق)                    | Noh Joo-hwan                  |

### أو اس تي
- 2018 - "Wanna Be" (مسلسل?What's Wrong With Secretary Kim)

## البرامج الواقعية
| السنة | عنوان البرنامج                                              | القنوات                 | ملاحظات                                          |
| ----- | ----------------------------------------------------------- | ----------------------- | ------------------------------------------------ |
| 2015  | جيفريند ! اعتنوا بكلابنا (GFriend! Look After Our Dog)      | Skytv                   | 12 حلقة                                          |
| 2015  | يوم جميل (One Fine Day)                                     | MBC Music               | تم تصويره في الفلبين، 4 حلقات                    |
| 2016  | جيفريند، اين انتن ذاهبات؟ (GFriend - Where R U Going?!)     | iMBC, V Live, MBCkpop   | تم تصويره في جزيرة جيجو، 7حلقات                  |
| 2016  | برنامج جيفريند ومامامو (MAMAMOO x GFriend Showtime)         | MBC Every 1             | 8 حلقات                                          |
| 2016  | جيفريند يحبون أوروبا (GFriend Loves Europe)                 | skyTravel               | تم تصويره في أستراليا وهنغاريا وسلوفاكيا، 8حلقات |
| 2017  | الصديقات في البحر الادرياتيكي (The Friends in Adriatic Sea) | KStar, Cube TV, E! Asia | تم تصويره في ايطاليا وسلوفاكيا، 5 حلقات          |

## الحفلات المنفردة

### جولة GFriend الآسيوية: Season of GFriend
| التاريخ         | المدينة   | الدولة         | الموقع                                             | عدد الحضور |
| --------------- | --------- | -------------- | -------------------------------------------------- | ---------- |
| 6 يناير 2018    | سول       | كوريا الجنوبية | Olympic Hall                                       | 6,000      |
| يناير 7, 2018   | سول       | كوريا الجنوبية | Olympic Hall                                       | 6,000      |
| فبراير 28, 2018 | تايباي    | تايوان         | Xinzhuang Gymnasium                                | 5,000      |
| اغسطس 26, 2018  | كيزون     | الفلبين        | Kia Theatre                                        | 2,385      |
| سبتمبر 1, 2018  | هونغ كونغ | هونغ كونغ      | Kowloonbay International Trade & Exhibition Centre | 1,100      |
| سبتمبر 8, 2018  | سول       | كوريا الجنوبية | SK Olympic Handball Gymnasium                      | 8,000      |
| سبتمبر 9, 2018  | سول       | كوريا الجنوبية | SK Olympic Handball Gymnasium                      | 8,000      |

### الحفلات الصغيرة
- أول حفل منفرد صغير في تايوان (2017)[70]
- أول حفل منفرد صغير في هونغ كونغ(2017)
- حفل ترسيم جيفريند في اليابان في اوساكا وطوكيو (2018)[71]

## الجوائز والترشيحات
أول فوز لهن كان في حفل ميلون Melon Music Awards عام 2015 بجائزة «أفضل فرقة فتيات». وأول فوز لهن في برنامج كان بأغنية "Rough" ومن ثم تلاه فوزهن بـ 15 جائزة.وخلال فترة ترويح أغنية "Navillera", حصلت الفرقة على 14 جائزة. وبذلك اصبحن أكثر فرقة فتيات تحصل على جوائز في عام واحد بمجموع 29 جائزة.

### الجوائز الكورية
Gaon Chart Music Awards
| السنة | الجائزة                        | الفائز  |
| ----- | ------------------------------ | ------- |
| 2016  | فنان السنة الجديد (فرقة فتيات) | GFriend |
| 2017  | اغنية السنة (شهر يناير)        | "Rough" |

(Golden Disc Awards (GDA
| السنة | الجائزة           | الفائز  |
| ----- | ----------------- | ------- |
| 2016  | فنان السنة الجديد | GFriend |
| 2017  | بوسانغ الديجيتال  | "Rough" |
| 2018  | أفضل فرقة فتيات   | GFriend |

(Mnet Asian Music Awards (MAMA
| السنة | الجائزة                     | الفائز  |
| ----- | --------------------------- | ------- |
| 2016  | افضل اداء راقص - فرقة فتيات | "Rough" |

(Melon Music Awards (MMA
| السنة | الجائزة                     | الفائز  |
| ----- | --------------------------- | ------- |
| 2015  | افضل فنان جديد (فرقة فتيات) | GFriend |
| 2016  | افضل رقص (فرقة فتيات)       | "Rough" |
| 2016  | افضل 10 فنانيين             | GFriend |
| 2017  | 1theK جائزة الاداء          | GFriend |

(Seoul Music Awards (SMA
| السنة | الجائزة        | الفائز  |
| ----- | -------------- | ------- |
| 2016  | افضل فنان جديد | GFriend |
| 2017  | جائزة البوسانغ | GFriend |

(Soribada Best K-Music Awards (SOBA
| السنة | الجائزة        | الفائز  |
| ----- | -------------- | ------- |
| 2017  | جائزة البوسانغ | GFriend |

### الجوائز العالمية
MTV Europe Music Awards
| السنة | الجائزة          | الفائز  |
| ----- | ---------------- | ------- |
| 2017  | أفضل ممثل لكوريا | GFriend |

YinYueTai V-Chart Awards
| السنة | الجائزة              | الفائز  |
| ----- | -------------------- | ------- |
| 2016  | الفنان الصاعد الجديد | GFriend |

### جوائز أخرى
| السنة | النوع                                         | الجائزة                        | الفائز  |
| ----- | --------------------------------------------- | ------------------------------ | ------- |
| 2015  | MBC Show Champion Awards                      | الأكثر ظهورا                   | GFriend |
| 2016  | The 28th Korean PD Awards                     | جائزة أفضل ضيف للبرنامج (مغني) | GFriend |
| 2016  | MTN Broadcast Advertising Awards              | جائزة نجم السيدات              | GFriend |
| 2016  | The 24th Korean Cultural Entertainment Awards | جائزة أفضل مغني كيبوب          | GFriend |
| 2017  | SBS MTV The Show                              | الافضل مشاهدة                  | GFriend |
| 2018  | V LIVE Awards                                 | افضل 10 فنان عالمي             | GFriend |
| 2018  | Asia Model Awards                             | جائزة النجم المشهور (مغني)     | GFriend |

بالإضافة إلى الجوائز الأخرى في البرامج الكورية

## روابط خارجية
- جيفريند على موقع IMDb (الإنجليزية)
- جيفريند على موقع ميوزك برينز (الإنجليزية)
- جيفريند على موقع أول ميوزيك (الإنجليزية)
- جيفريند على موقع ديسكوغز (الإنجليزية)